# Quatre Motets sur des thèmes grégoriens
Quatre Motets sur des thèmes grégoriens (Quattro mottetti su temi gregoriani), op. 10, sono quattro mottetti sacri composti da Maurice Duruflé nel 1960, su temi gregoriani.

## Storia
Maurice Duruflé compose i quattro mottetti nel 1960, sulla base di temi gregoriani, come aveva fatto in precedenza nel suo Requiem del 1948. Fissò testi latini, spartito per voci non accompagnate: un coro misto nei nn. 1, 3 e 4, e un coro femminile al n. 2. Duruflé dedicò l'opera ad Auguste Le Guennant, direttore dell'Istituto Gregoriano di Parigi. I mottetti furono pubblicati nel 1960 da Éditions Durand, il principale editore di Duruflé. I mottetti furono eseguiti per la prima volta il 4 maggio 1961 nella Chiesa di Saint-Merri a Parigi dalla Corale Stéphane Caillat.

## Struttura, testi e musica
I quattro mottetti sono i seguenti testi latini, impiegati in diverse occasioni liturgiche:
1. Ubi caritas et amor;
2. Tota pulchra es;
3. Tu es Petrus;
4. Tantum ergo.

Il testo del primo mottetto è Ubi caritas et amor ("Dove sono la carità e l'amore"), antifona del Giovedì Santo.  Tota pulchra es ("Tu sei tutta bella") è un testo dei Vespri per la festa mariana dell'Immacolata. Il testo del terzo mottetto, Tu es Petrus ("Tu sei Pietro"), rivolto a Simone come Pietro apostolo, è tratto da Matteo 16:18. L'ultimo mottetto è basato sul Tantum ergo, conclusione del Pange lingua di san Tommaso d'Aquino.
Nei quattro mottetti, Duruflé basò la sua musica sul canto gregoriano, combinandone le linee con un'impostazione polifonica. Il canto è sempre presente a una o più voci. La musica è stata descritta come "ricca di sottili armonie, ben scritta per le voci e memoria dell'Impressionismo". Un recensore osserva: "Qui Duruflé mostra il suo particolare genio nell'invocare l'elemento spirituale del canto semplice in un contesto polifonico, ottenendo una morbidezza del ritmo insieme a una forte caratterizzazione di ogni testo".

## Incisioni
Nelle registrazioni, i mottetti sono spesso combinati con il Requiem di Duruflé, condividendo lo stesso approccio della musica polifonica basata sul canto gregoriano. Sono stati registrati ad esempio dal Coro del King's College di Cambridge, diretto da Stephen Cleobury, e dai Corydon Singers diretti da Matthew Best. Sulle registrazioni, come nella liturgia, sono stati eseguiti movimenti singoli per adattarsi a un contesto. I Cambridge Singers, diretti da John Rutter, hanno eseguito Ubi caritas in una raccolta musicale per occasioni reali dal titolo This is the Day, mentre il Coro dell'Abbazia di Westminster, diretto dall'organista James O'Donnell, ha eseguito Tu es Petrus all'interno dell'album The Feast of Saint Peter the Apostle at Westminster Abbey (La festa di San Pietro Apostolo all'Abbazia di Westminster). La registrazione dello Houston Chamber Choir intitolata Duruflé: Complete Choral Works ha vinto il premio per la migliore performance corale alla 62ª edizione dei Grammy Awards nel gennaio 2020.